# Liste des gouverneurs de Touraine
Cet article présente une gouverneurs de Touraine de 1531 jusqu'à la fin du XVIIIe siècle.
| Début                | Fin               | Identité |
| -------------------- | ----------------- | --- |
| 1531                 | 1543              | Jacques de Clermont. |
| 1543                 | 1560              | Antoine Bohier, chevalier, baron de Saint-Cyergue, de La Tour-Bohier, de Chenonceaux, Saint-Martin-le-Beau, Nazelle et Berri. |
| Vers le 20 août 1560 | 30 septembre 1565 | Louis de Bourbon, duc de Montpensier.                                                                                         |
| 30 septembre 1565    | 1570              | François de Bourbon, duc de Montpensier, de Châtellerault et de Saint-Fargeau.                                                |
| 1570                 | 1576              | Artus de Cossé, seigneur de Gonnor, comte de Secondigny.                                                                      |
| 1576                 | 1583              | Henri de La Tour, duc de Bouillon, prince de Sedan, vicomte de Turenne.                                                       |
| 1583                 | 1584              | Jacques d’Aurilly. |
| 8 juillet 1584       | avril 1586        | Henri de Joyeuse, comte de Bouchage puis duc de Joyeuse                                                                       |
| 1586                 | 1588              | Louis Dubois, seigneur des Arpentis.                                                                                          |
| 1588                 | 1610              | Gilles de Souvré marquis de Courtenvaux.                                                                                      |
| mai 1610             | 1627              | Jean de Souvré marquis de Courtenvaux.                                                                                        |
| 27 juillet 1627      | 1630              | Antoine Coëffier dit Ruzé. |
| 31 janvier 1630      | 7 octobre 1631    | François d’Orléans. |
| 22 juin 1632         | 25 février 1633   | Charles de L'Aubespine. |
| 15 décembre 1637     | 1642              | Henri de Lorraine comte d’Harcourt et d’Armagnac.                                                                             |
| 1642                 | 6 août 1643       | Louis Pottier. |
| 29 décembre 1643     | 1650              | Charles de L'Aubespine. |
| juin 1650            | 20 avril 1661     | César, marquis d’Aumont et de Clairvaux, vicomte de La Guerche, seigneur d’Ivry-les-Châteaux.                                 |
| 1er mai 1661         | 1667              | François de Beauvilliers, duc de Saint-Aignan.                                                                                |
| 4 mars 1667          | 9 septembre 1720  | Philippe de Courcillon, marquis de Dangeau.                                                                                   |
| 9 septembre 1720     | 22 juillet 1760   | Charles de Bourbon, comte de Charolais.                                                                                       |
| 27 juillet 1760      | 8 mai 1785        | Étienne-François, duc de Choiseul-Stainville.                                                                                 |
| 16 mai 1785          | 1er janvier 1791  | Jean-Baptiste Charles Henri Hector, comte d'Estaing.                                                                          |